# Ludimar Hermann
Ludimar Hermann, född 21 oktober 1838 i Berlin, död 5 juni 1914 i Königsberg, var en tysk fysiolog.
Hermann blev privatdocent i fysiologi i Berlin 1865, professor i Zürich 1868 och i Königsberg 1884. Han bearbetade huvudsakligen den allmänna nerv- och muskelfysiologin och särskilt läran om den animaliska elektriciteten samt ljudfysiologin, men ägnade sig åt andra områden inom sin vetenskap. Hans Lehrbuch der Physiologie (1863; 13:e upplagan 1905) översattes till många språk. Vidare redigerade han Handbuch der Physiologie (sex band, 1879-82) och utgav från 1886 "Jahresbericht über die Fortschritte der Physiologie".